# Мари-Суксы
 Мари-Суксы  — село в Актанышском районе Татарстана. Входит в состав Татарско-Суксинского сельского поселения.

## География
Находится в восточной части Татарстана на расстоянии приблизительно 25 км по прямой на запад от районного центра села Актаныш.

## История
Известно с 1722 года. Упоминалось также как Черемисские Суксы. В XVIII—XIX веках жители входили в состав тептярей.

## Население
Постоянных жителей было: в 1795—261, в 1859—425, в 1870—445, в 1884—500, в 1906—669, в 1913—623, в 1920—628, в 1926—658, в 1938—628, в 1949—546, в 1958—559, в 1970—653, в 1979—591, в 1989—498, в 2002 − 511 (мари 82 %), 497 в 2010.